# Biełaja jabłynia hromu
Biełaja jabłynia hromu (biał. Белая яблыня грому) – drugi solowy album studyjny białoruskiego muzyka Lawona Wolskiego, wydany w 2010 roku. Jako teksty do każdej z dwunastu znajdujących się na płycie piosenek posłużyły wiersze znanych białoruskich poetów XIX i XX wieku. Prezentacja albumu odbyła się 23 marca 2010 roku w Narodowym Teatrze Akademickim im. Janki Kupały w Mińsku. Według Lawona Wolskiego, projekt miał na celu pomóc współczesnej publice odkryć na nowo białoruską klasyczną poezję.

## Lista utworów
| Nr  | Tytuł utworu                                              | Oryginalna pisownia tytułu      | Długość |
| --- | --------------------------------------------------------- | ------------------------------- | ------- |
| 1.  | „Hej, napierad!” (sł. Janka Kupała)                       | «Гэй, наперад!»                 | 2:34    |
| 2.  | „Pachnie czabor” (sł. Piatruś Brouka)                     | «Пахне чабор»                   | 2:59    |
| 3.  | „Son” (sł. Adam Mickiewicz)                               | «Сон»                           | 3:48    |
| 4.  | „Wiecier Radzimy” (sł. Maksim Tank)                       | «Вецер Радзімы»                 | 3:01    |
| 5.  | „Skandynauskaja pieśnia” (sł. Maksim Bahdanowicz)         | «Скандынаўская песьня»          | 4:04    |
| 6.  | „Paruszyuszy zakony pryciahnieńnia” (sł. Arkadź Kulaszou) | «Паручыўшы законы прыцягненьня» | 2:38    |
| 7.  | „Niemiec” (sł. Franciszek Bohuszewicz)                    |                                 | 3:09    |
| 8.  | „Maszyny” (sł. Łarysa Geniusz)                            | «Машыны»                        | 3:27    |
| 9.  | „Mała skazać: nienawidżu” (sł. Pimien Panczanka)          | «Мала сказаць: ненавіджу»       | 2:12    |
| 10. | „U turmie” (sł. Jakub Kołas)                              | «У турме»                       | 3:20    |
| 11. | „Biełaja jabłynia hromu” (sł. Ryhor Baradulin)            | «Белая яблыня грому»            | 3:43    |
| 12. | „Zasnawańnie Wilni. 1322 h.” (sł. Jan Czeczot)            | «Заснаваньне Вільні. 1322 г.»   | 2:48    |
|     |                                                           |                                 | 37:43   |

## Twórcy
- Lawon Wolski – wokal, klawisze, autor muzyki, produkcja dźwięku
- Pawieł „Pauluk Ryś” Traciak – gitara, mandolina, klawisze, zapis, produkcja dźwięku
- Aleś-Franciszak Myszkiewicz – gitara basowa
- Alaksandr Starażuk – perkusja
- Alaksandr Pamidorau – wokal (utwór 7)
- Alaksandr Chaukin – skrzypce (utwór 7)
- Hanna Wolskaja – chórki (utwór 6)
- Andrej Babrouka – zapis, mastering, produkcja dźwięku[4]